# マンニトールデヒドロゲナーゼ (シトクロム)
マンニトールデヒドロゲナーゼ (シトクロム)（mannitol dehydrogenase (cytochrome)）は、フルクトースおよびマンノース代謝酵素の一つで、次の化学反応を触媒する酸化還元酵素である。
D-マンニトール + フェリシトクロムc {\displaystyle \rightleftharpoons } D-フルクトース + フェロシトクロムc
反応式の通り、この酵素の基質はD-マンニトールとフェリシトクロムc、生成物はD-フルクトースとフェロシトクロムcである。
組織名はD-mannitol:ferricytochrome-c 2-oxidoreductaseで、別名にpolyol dehydrogenaseがある。